# Thoracostomopsis galeata
Thoracostomopsis galeata är en rundmaskart som beskrevs av Nikolai Nikolaievich Filipjev 1927. Thoracostomopsis galeata ingår i släktet Thoracostomopsis och familjen Thoracostomopsidae. Inga underarter finns listade i Catalogue of Life.